# Ivy Queen
Иви Куи́н (англ. Ivy Queen, настоящее имя — Марта Ивелиссе Песанте (исп. Martha Ivelisse Pesante), родилась 4 марта 1972 года) — одна из самых известных латиноамериканских композиторов и певиц, работающих в стиле «реггетон».
Марта родилась в небольшом посёлке Аньяско в Пуэрто-Рико в небогатой испаноязычной семье. В поисках работы её родители позднее переехали с острова Пуэрто-Рико в Нью-Йорк, где она и выросла. Позже они вернулись в родной город на два года; в то время Марта была уже подростком. Это помогло ей в полной мере усвоить испанский язык и своеобразную культуру острова, представляющую смесь европейских, индейских (таино) и африканских традиций. В возрасте 18 лет Марта переезжает в Сан-Хуан — столицу Пуэрто-Рико, где она начинает своё сотрудничество с диджеем Негро. Продажи альбомов певицы в США и Латинской Америке достигли почти миллиона экземпляров. Самая популярная её композиция — «Que lloren» («Пусть плачут»). В богемной среде певица носит неофициальный титул королевы или даже дивы реггетона, своеобразного направления в хип-хопе и рэпе с ярким латиноамериканским колоритом. Певица имеет своеобразную внешность, её образ особенно известнем благодарая длинным нарощенным акриловым ногтям и своеобразному маникюру.

## Личная жизнь
До 2005 года Айви была замужем за художником Омаром Наварро. В этом браке Куинн удочерила двоих детей.
С августа 2012 года Айви замужем во второй раз за хореографом Ксавьером Санчесом. В этом браке Куинн родила своего третьего ребёнка — дочь Найови Хали Стар Санчес (род.25.11.2013).

## Дискография
- 1997: En Mi Imperio
- 1998: The Original Rude Girl
- 2003: Diva
- 2004: Real
- 2005: Flashback
- 2005: The Best of Ivy Queen
- 2007: Sentimiento
- 2008: Ivy Queen: World Tour Live
- 2010: Drama Queen
- 2012: Musa
- 2015: Vendetta: The Project
- 2018: The Queen Is Here